# Among Us
Among Us este un joc video de tip multiplayer online, dezvoltat și publicat de studioul american de jocuri video InnerSloth. Jocul a fost lansat inițial în 2018, dar a câștigat o popularitate imensă în 2020 datorită pandemiei COVID-19 și a streamerilor de pe platforme precum Twitch și YouTube.

## Dezvoltare și Istorie
Among Us a fost dezvoltat de InnerSloth, un mic studio de jocuri format din doar trei membri: Forest Willard, Marcus Bromander și Amy Liu. Jocul a fost inspirat de jocurile de petrecere precum Mafia și Werewolf. Inițial, jocul a avut un debut modest, dar popularitatea sa a explodat în 2020, când a devenit un fenomen global, în mare parte datorită streamerilor de pe platforme precum Twitch și YouTube care au jucat și au promovat jocul.

## Concept și Gameplay
Among Us se desfășoară într-un cadru tematic de science fiction, unde jucătorii preiau rolurile unor membri ai echipajului pe o navă spațială. Jocul suportă între patru și cincisprezece jucători, dintre care unul până la trei sunt aleși aleatoriu să fie Impostori.

### Membrii Echipajului
Membrii echipajului au scopul de a îndeplini diverse sarcini în jurul navei, reprezentate de mini-jocuri simple. Exemple de astfel de sarcini includ repararea cablurilor, realimentarea motoarelor și trimiterea de date. În timp ce membrii echipajului încearcă să finalizeze toate sarcinile, aceștia trebuie să fie atenți și la activitățile suspecte pentru a identifica Impostorii.

### Impostorii
Impostorii au scopul de a elimina membrii echipajului și de a sabota operațiunile navei fără a fi descoperiți. Aceștia pot folosi diverse mecanici, cum ar fi uciderea jucătorilor, sabotarea sistemelor navei (de exemplu, oprirea alimentării cu oxigen sau provocarea unui reactor meltdown) și utilizarea venturilor pentru a se deplasa rapid prin navă.

### Mecanici de Joc
1. Reuniuni de Urgență: Jucătorii pot convoca o reuniune de urgență apăsând un buton situat într-o locație centrală pe hartă sau raportând un cadavru descoperit.
2. Discursuri și Votare: În timpul reuniunilor de urgență, jucătorii discută despre comportamentul altora și își prezintă argumentele. Apoi, fiecare jucător votează pe cine suspectează că este Impostorul. Jucătorul cu cele mai multe voturi este eliminat din joc.
3. Sisteme de Sabotaj: Impostorii pot declanșa diverse sabotaje pentru a crea haos și a împiedica membrii echipajului să își îndeplinească sarcinile. Aceste sabotaje trebuie rezolvate de membrii echipajului în timp util pentru a evita pierderea jocului.
4. Chat: Comunicarea este esențială în Among Us. Jocul oferă un chat text pentru jucători pentru a discuta strategii sau a dezbate asupra comportamentului suspect al altor jucători. De asemenea, există opțiuni pentru chat vocal utilizând platforme terțe.

## Hărți și Medii de Joc
Among Us include mai multe hărți unde se desfășoară acțiunea:
- The Skeld: O navă spațială standard cu multiple camere și coridoare, aceasta este cea mai cunoscută hartă din joc.
- MIRA HQ: O stație spațială de cercetare cu un design mai compact și un layout diferit.
- Polus: O bază de cercetare pe o planetă înghețată, oferind o hartă mai vastă și mai complexă.
- The Airship: Cea mai recentă hartă adăugată, aceasta este o navă aeriană mare, cu multe noi mecanici și camere.

## Strategii
Strategia în Among Us depinde de rolul pe care îl joacă fiecare participant:
- Pentru Membrii Echipajului: Comunicarea eficientă și suspiciunea bine fundamentată sunt esențiale. Membrii echipajului trebuie să monitorizeze comportamentul celorlalți și să raporteze imediat orice activitate suspectă.
- Pentru Impostori: Strategia principală este de a crea haos și de a diviza echipajul. Impostorii trebuie să fie vicleni și să saboteze în momentele potrivite pentru a câștiga încrederea membrilor echipajului și a-și ascunde adevărata identitate.

## Popularitate și Impact Cultural
În 2020, Among Us a devenit unul dintre cele mai descărcate și jucate jocuri din lume. Popularitatea sa a dus la o creștere uriașă a comunității online, inclusiv crearea de meme-uri, fan art și diverse alte produse media. Jocul a fost utilizat și în contexte educaționale și de team-building datorită mecanicii sale de cooperare și comunicare.

## Premiile și Nominalizări
Among Us a fost recunoscut în cadrul mai multor premii prestigioase pentru jocuri video. Printre acestea se numără:
- The Game Awards 2020: Câștigător la categoriile „Best Multiplayer Game” și „Best Mobile Game”.
- Golden Joystick Awards 2020: Nominalizat la categoria „Best Multiplayer Game”.

## Critici și Controverse
În ciuda popularității sale, Among Us nu a fost lipsit de critici. Unele dintre acestea se referă la:
- Probleme Tehnice: În perioada de vârf a popularității jocului, serverele au întâmpinat probleme din cauza numărului mare de jucători.
- Comportament Toxic: Ca multe alte jocuri online, Among Us a avut parte de incidente de comportament toxic între jucători.
- Întârzieri în Lansarea Actualizărilor: Unele actualizări majore au avut întârzieri, ceea ce a generat nemulțumiri în rândul comunității.

## Actualizări și Dezvoltare
Dezvoltatorii de la InnerSloth au continuat să îmbunătățească jocul prin actualizări regulate care aduc noi caracteristici, hărți și remedieri de bug-uri. În ciuda dimensiunii mici a echipei de dezvoltare, aceștia au răspuns activ la feedback-ul comunității și au adaptat jocul pentru a menține interesul jucătorilor.
S-au lansat alte jocuri bazate pe Among Us, precum Among Us VR și Among Us 3D demo.

## Moștenire
Among Us rămâne un exemplu remarcabil de joc care a reușit să capteze atenția globală și să devină un fenomen cultural, demonstrând puterea jocurilor video de a aduce oamenii împreună, chiar și în perioade dificile. InnerSloth a anunțat intenția de a lansa Among Us 2, însă, datorită succesului uriaș al primului joc, echipa a decis să îmbunătățească și să extindă jocul original. Printre planurile de viitor se numără adăugarea de noi hărți, roluri suplimentare și îmbunătățiri ale sistemului de comunicare și moderare.
Among Us a reușit să se impună ca un joc iconic în cultura pop, datorită gameplay-ului său simplu, dar captivant, și a capacității de a aduce împreună jucători din întreaga lume. De la lansare și până în prezent, jocul continuă să evolueze și să atragă noi fani, demonstrând că uneori, cele mai mari succese vin din cele mai neașteptate locuri.